# Hahn am See

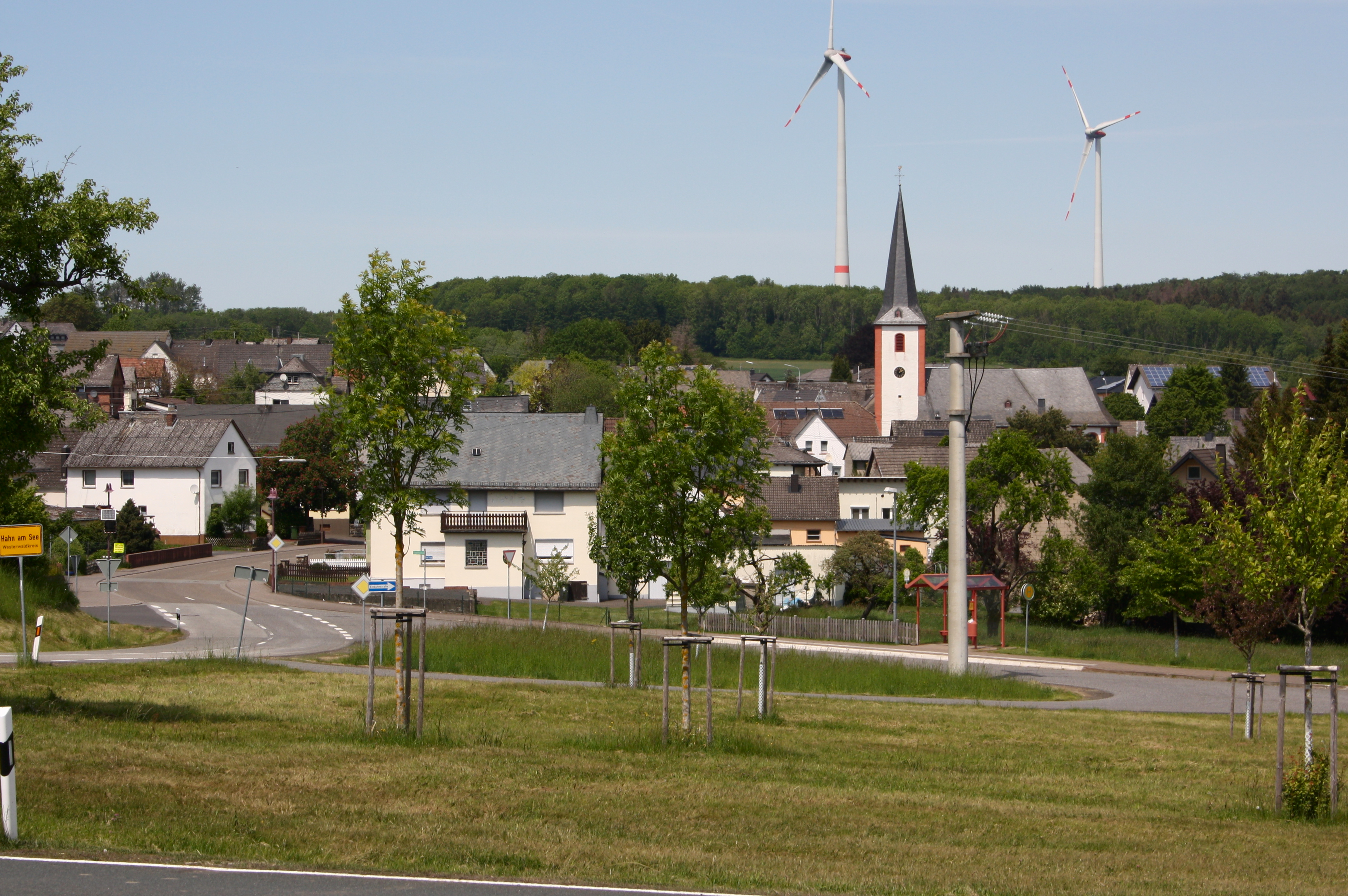
Ansicht von Hahn am See

Hahn am See ist eine Ortsgemeinde im Westerwaldkreis in Rheinland-Pfalz. Sie gehört der Verbandsgemeinde Wallmerod an.

## Geographie
Die Gemeinde liegt im Westerwald zwischen Montabaur und Hachenburg. Niederhahn ist ein Ortsteil. Im Gemeindegebiet entspringen die Flüsse Bach von der Elbinger Lei und der Kälberbach.

## Geschichte
Hahn am See, das bereits 1374 als Hane erstmals erwähnt wurde, liegt an einer der ältesten Straßen Deutschlands. Die „Hohe Straße“, die heutige B 8, lässt sich bis zur vorchristlichen Völkerwanderung nachweisen.
Spätestens 1455 gab es eine Kapelle im Ort. Die Mutterpfarrei war Salz, von der sich Hahn 1580 trennte. 1726 erfolgte der Neubau der Kirche, an der 1782 eine eigene Pfarrei angesiedelt wurde. 1786 wurde die Spiesmühle im Ort als Mahl- und Ölmühle erstmals erwähnt.
Als in 1870 eine große Wassernot herrschte, wurde zur Versorgung der damaligen Bevölkerung ein Rohrbrunnen erbaut, der von einer natürlichen Quelle gespeist wurde. Die alte Brunnensäule ist bis heute erhalten geblieben und spendet weiterhin ihr kühles Nass.
Am 1. Mai 1980 wurde die Gemeinde von „Hahn bei Wallmerod“ in „Hahn am See“ umbenannt.
Bevölkerungsentwicklung
Die Entwicklung der Einwohnerzahl von Hahn am See bezogen auf das heutige Gemeindegebiet; die Werte von 1871 bis 1987 beruhen auf Volkszählungen:
| Jahr | Einwohner |
| ---- | --------- |
| 1815 | 291       |
| 1835 | 332       |
| 1871 | 338       |
| 1905 | 332       |
| 1939 | 364       |
| 1950 | 384       |
| 1961 | 359       |

| Jahr | Einwohner |
| ---- | --------- |
| 1970 | 445       |
| 1987 | 432       |
| 1997 | 462       |
| 2005 | 430       |
| 2011 | 398       |
| 2017 | 412       |
| 2023 | 410       |

## Politik

### Bürgermeister
Doris Frink wurde am 13. August 2019 Ortsbürgermeisterin von Hahn am See. Da bei der Direktwahl am 26. Mai 2019 kein Bewerber angetreten war, erfolgte ihre Wahl gemäß Gemeindeordnung durch den Rat. Sie wurde im Juni 2024 wiedergewählt.
Frinks Vorgänger Thomas Klein war nach zehn Jahren im Amt nicht erneut angetreten.

### Wappen
| Wappen von Hahn am See | Blasonierung: „Spätgotischer Rundschild, über blauem Wellenschildfuß in Silber ein durchgehendes rotes Kreuz, belegt mit einem goldenen Kleeblattkreuzstab, unten am Kreuzfuß ansetzend schrägrechts und schräglinks zwei grüne Ähren.“ |
| Wappen von Hahn am See | |

### Gemeindepartnerschaft
Es besteht eine partnerschaftliche Freundschaft mit der französischen Gemeinde Verger-sur-Dive, die durch einen Förderkreis gepflegt wird.

## Kultur und Sehenswürdigkeiten
Die Ortsmitte wird durch die mehr als 100 Jahre alte Dorflinde und die unter Denkmalschutz stehende, im Jahre 1726 im Barockstil erbaute Kirche geprägt.

## Verkehr
- Hahn am See wird durch die Rhein-Mosel-Bus Linie 116 (Montabaur – Westerburg – Rennerod) angefahren.
- Die nächste Anschlussmöglichkeit an den Eisenbahnverkehr sind die Bahnhöfe Westerburg und Langenhahn an der Westerwald-Sieg-Bahn, RB 90 (Limburg (Lahn) – Diez Ost – Westerburg – Nistertal/Bad Marienberg – Hachenburg – Altenkirchen – Au (Sieg) – Kirchen (Sieg) – Siegen), diese wird im Auftrag des Zweckverband SPNV Nord nach dem Rheinland-Pfalz-Takt betrieben.